# سي كلينر
سي كلينر (بالإنجليزية: CCleaner)‏ (سابقا (بالإنجليزية: Crap Cleaner)‏) هو برنامج احتكاري يستخدم لتحسين أداء حاسوب المستخدم وتنظيف سجلات الويندوز. طورته شركة Piriform وهو يعمل على مايكروسوفت ويندوز. يتوفر حاليا نسخة تعمل على نظام ماكنتوش  و يتوفر حاليا نسخة تعمل على منصة نظام تشغيل الاندرويد.

## الاصدارات المتوفرة
يوجد ثلاث نسخ من البرنامج ( عدا الإصدار الخاص بالاندرويد ) لنظام ويندوز و هي :
CCleaner -Free Version :نسخة محدودة الوظائف لكنها غير محدودة الفترة التجريبية وهي مجانية .
CCleaner -Professional : نسخة تحتوي وظائف اضافية مثل دعم الشركة وتحديث دوري ووظائف حماية للخصوصية سعرها $24.95 مع فترة تجريبية محدودة.
CCleaner -Professional Plus: نسخة تحتوي وظائف أكثر من السابقة مثل اداة استعادة الملفات واداة إعادة تجزئة القرص الصلب سعر النسخة $39.95 مع فترة تجريبية محدودة أيضا 
نسخة البرنامج لنظام Mac:
آخر إصدار ل Mac يحمل الرقم 1.10.335

## وصلات خارجية
- الموقع الرسمي